# Abdet
Abdet è una località spagnola, frazione (Pueblo) di Confrides, un comune della provincia di Alicante, nella Comunità Valenciana.

## Geografia fisica
Il paese si trova a nord della comarca di Marina Baixa (o Marina Baja), ai piedi della Sierra de Serrella (parte della Cordigliera Betica) a nord della Valle de Guadalest.

Abdet sorge a pochi km da Confrides, a metà strada fra Alcoy e la città balneare di Benidorm, a circa 100 km-nord da Alicante.

## Storia
Abdet ha origini arabe e le prime notizie al riguardo risalgono all'anno 1264. L'origine del nome pare risalire dall'arabo Abd-raíz, col significato di adorare.

Tra i monumenti più importanti vi sono la chiesa di San Vincenzo Ferreri ed il "Trinquet", situato vicino alla chiesa, e datato 1772. È uno dei più antichi della regione.

## Galleria d'immagini

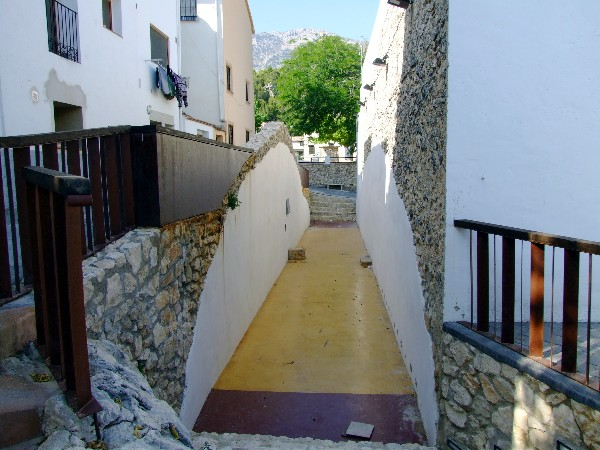
Trinquet
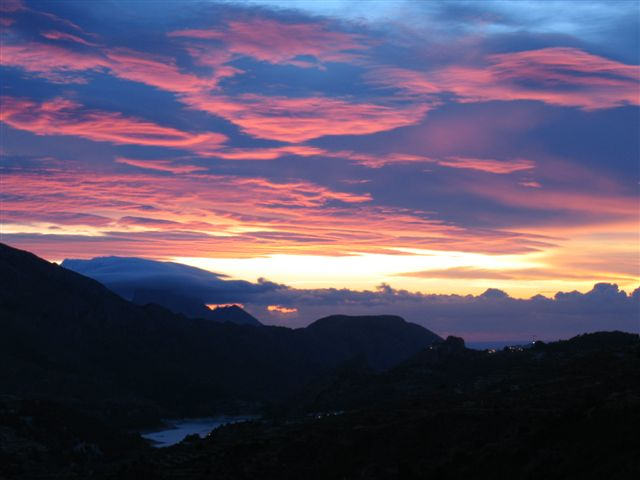
Alba ad Abdet
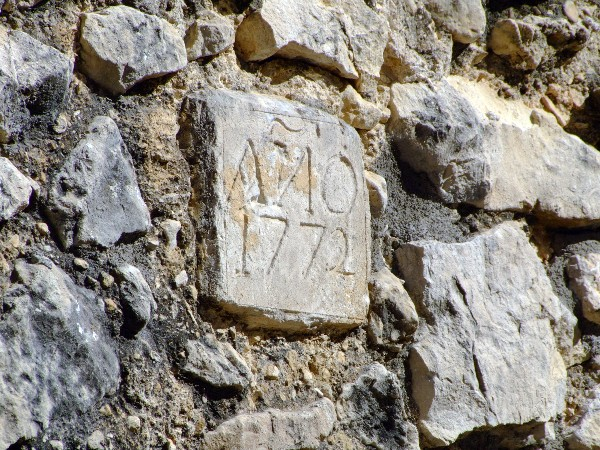
Targa del trinquet recante la scritta "Año 1772"